# روبرت شيلدز
روبرت شيلدز (بالإنجليزية: Robert Shields)‏ هو جراح بريطاني، ولد في 17 يناير 1930، وتوفي في 17 يناير 2008.